# Vorbehaltene Stelle
Eine vorbehaltene Stelle (inoffiziell auch Vorbehaltsstelle) ist eine Stelle, die im deutschen öffentlichen Dienst vorrangig mit ehemaligen Soldaten auf Zeit der Bundeswehr besetzt wird.

## Allgemeines
Rechtsgrundlage für den Stellenvorbehalt ist § 14 Soldatenversorgungsgesetz (SVG) sowie die nach Absatz 4 Satz 7 dieses Paragraphen erlassene Stellenvorbehaltsverordnung. (StVorV)
Anspruch auf eine vorbehaltene Stelle hat, wer nach mindestens zwölf Jahren Dienstzeit als Soldat auf Zeit zu einem Eingliederungs- oder Zulassungsschein (E-/Z-Schein) und damit zu einem unmittelbaren Übergang vom Wehrdienst- in ein Beamtenverhältnis berechtigt ist. Dies ist Teil der Fürsorgepflicht (§ 31 Abs. 1 Soldatengesetz (SG)) des Dienstherrn Bund gegenüber seinen (auch ehemaligen) Soldaten sowie Ausdruck der Verbundenheit von Staat und Soldaten durch gegenseitige Treue. (§ 1 Abs. 2 SG)
Im Falle von mehreren berechtigten Bewerbern für eine vorbehaltene Stelle trifft die Behörde unter diesen eine Auswahl. Eine Konkurrenz mit nicht eingliederungsberechtigten Bewerbern findet nicht statt. (§ 8 Abs. 1 Hs. 1, S. 2 StVorV) Erst wenn eine Stelle zu einem festgesetzten Bewerbungsendtermin nicht mit einem ausreichend qualifizierten Eingliederungsberechtigten besetzt werden kann, ist sie für übrige Bewerber freigegeben. (§ 11 StVorV)
Für die Erfassung der Stellen und der Eingliederungsberechtigten sind die 17 Vormerkstellen beim Bund und bei den Ländern zuständig. (§ 14 Abs. 3 S. 1 SVG)

## Pflicht zum Stellenvorbehalt
Eingliederungsberechtigten sind vorzubehalten jede sechste Stelle bei der Einstellung für den einfachen und mittleren Dienst und jede neunte Stelle bei der Einstellung für den gehobenen Dienst. Dies gilt bei Einstellungen in den Vorbereitungsdienst bei den Einstellungsbehörden des Bundes, der Länder, der Gemeinden (inkl. Gemeindeverbände) mit mehr als 10.000 Einwohnern sowie anderer Körperschaften, Anstalten und Stiftungen des öffentlichen Rechts mit jeweils mehr als 20 planmäßigen Beamtenstellen oder entsprechenden durch Angestellte zu besetzenden Stellen. (§ 14 Abs. 1 S. 1 Nr. 1 SVG)
Ferner sind Eingliederungsberechtigten jede zehnte Stelle vorzubehalten von den durch Arbeitnehmer (Tarifbeschäftigte) zu besetzenden freien, frei werdenden und neu geschaffenen Stellen. Dies gilt, sofern diese Stellen nicht einem vorübergehenden Bedarf dienen, für Entgeltgruppen, die den Ämtern des einfachen, mittleren und gehobenen Dienstes entsprechen. (§ 14 Abs. 1 S. 1 Nr. 1 SVG)
Der Stellenvorbehalt gilt entsprechend für Ausbildungsstellen (§ 14 Abs. 1 S. 2 SVG) sowie für Angestellte, die bei den Sozialversicherungsträgern für eine dienstordnungsmäßige Anstellung ausgebildet werden. (§ 14 Abs. 2 SVG) Für die Einstellung in den höheren Dienst gibt es keine vorbehaltenen Stellen.
Stellen des nichttechnischen und technischen Dienstes sowie jeweils vergleichbare Angestelltenstellen sind entsprechend ihrem Anteil vorzuhalten. (§ 3 Abs. 2 S. 1 StVorV) Es sollen nur solche Stellen bestimmt werden, die keine besonderen Voraussetzungen erfordern. (§ 3 Abs. 2 S. 2 StVorV)

### Ausnahmen
Öffentlich-rechtliche Religionsgesellschaften und ihre Verbände unterliegen keiner Stellenvorbehaltspflicht. Für die Einstellung in den Polizeivollzugsdienst, in den Schuldienst für eine Verwendung als Lehrer und für Stellen des Deutschen Roten Kreuzes in Bayern sind keine Stellen vorzuhalten. (§ 10 Abs. 2 SVG)

## Verfahren

### Bewerbungs- und Einstellungsverfahren
Eingliederungsberechtigte bewerben sich über den Berufsförderungsdienst der Bundeswehr bei den Vormerkstellen. Sie haben einen Bewerbungsbogen, den E-/Z-Schein, Zeugniskopien über berufliche und schulische Bildung sowie einen tabellarischen Lebenslauf einzureichen. (§ 6 Abs. 2 StVorV)
Kommt ein Bewerber für die angestrebte Verwendung in Betracht, so schlägt ihn die Vormerkstelle der Einstellungsbehörde zur Eignungsfeststellung und Auswahl vor. (§ 7 StVorV) Eine Einstellungszusage ist mit einer Annahmefrist zu versehen. (§ 8 Abs. 1 S. 3 StVorV) Nach der Auswahlentscheidung weist die Vormerkstelle den vorgeschlagenen Bewerber entsprechend seinem Verwendungswunsch der Behörde zur Einstellung zu. (§ 8 Abs. 2 StVorV) Eingliederungsberechtigte sind von den Einstellungsbehörden zum frühestmöglichen Zeitpunkt nach ihrer festgesetzten Dienstzeit als Soldat bzw. dem Beginn des Anspruchs auf Freistellung vom militärischen Dienst einzustellen. (§ 14 Abs. 3 S. 2f. SVG) Die Behörde unterrichtet die Vormerkstelle unverzüglich von der erfolgten Einstellung des Bewerbers. (§ 9 Abs. 1 StVorV)
Soll das Eingliederungsverfahren vor der Anstellung oder der Übernahme in ein unbefristetes Arbeitsverhältnis beendet werden, so hat die Einstellungsbehörde dies unter Angabe des Grundes der zuständigen Vormerkstelle unverzüglich mitzuteilen. (§ 10 Abs. 1 StVorV) Die Vormerkstelle fordert den Eingliederungsberechtigten auf, ihr innerhalb von zwei Wochen mitzuteilen, welche Verwendung er nunmehr anstrebt und prüft entsprechende Eingliederungsmöglichkeiten. (§ 10 Abs. 2 StVorV)

### Verwaltungsverfahren
Die für die Berechnung und Bestimmung der vorbehaltenen Stellen zuständigen Behörden (§ 1 StVorV) bestimmen die mit Eingliederungsberechtigten zu besetzenden Stellen und teilen diese der zuständigen Vormerkstelle so frühzeitig mit. (§ 3 Abs. 1 StVorV)
Die Vormerkstellen erstellen eine jährliche Übersicht über die Anzahl der vorbehaltenen Stellen und über die Einstellungen auf vorbehaltene Stellen, getrennt nach Laufbahngruppen und vergleichbaren Entgeltgruppen des nichttechnischen und technischen Dienstes. (§ 5 Nr. 5 StVorV) Sie erstellen ferner ein Verzeichnis der Einstellungsbehörden, die in dem Zuständigkeitsbereich dem Stellenvorbehalt unterliegen (§ 5 Nr. 6 StVorV) und überwachen die Stellenmitteilungen. (§ 5 Nr. 7 StVorV)